# Mesochorus atratus
Mesochorus atratus là một loài tò vò trong họ Ichneumonidae.